# Разбијач Ралф
Разбијач Ралф (енгл. Wreck-It Raplh) је амерички 3Д анимирани филм анимацијског студија Walt Disney Animation Studios из 2012. године. Ово је 52. дугометражни цртани филм рађен у продукцији Компаније Волт Дизни. Светска премијера филма одржана је 29. октобра 2012. године, док је cрпска премијера била 8. новембра 2012.
Наставак филма под називом Ралф растура интернет, премијеру у САД имао је 21. новембра 2018, а 28. децембра 2018. године у Србији.

## Улоге
| Лик               | Оригинални глас | Српски глас      |
| ----------------- | --------------- | ---------------- |
| Разбијач Ралф     | Џон Си Рајли    | Ђорђе Марковић   |
| Веленопа вон Гриц | Сара Силверман  | Маша Дакић       |
| Мајстор Феликс    | Џек Макбрајер   | Милан Антонић    |
| Наредница Калхун  | Џејн Линч       | Душица Новаковић |
| Краљ Бомбон       | Алан Тудик      | Горан Јевтић     |

## Саундтрек
Музику је компоновао Хенри Џекман. Завршну песму „Sugar Rush“ певала је јапанска женска поп група AKB48.

### Списак песама
Текстови и музика: Хенри Џекман, осим 1-6.